# Heinz Ewald
Heinz "Esau" Ewald (Zoppot, 1 de setembro de 1922 — Coburgo, 14 de março de 2002) foi um piloto de caça alemão da Luftwaffe e recebeu a Cruz de Cavaleiro da Cruz de Ferro durante a Segunda Guerra Mundial. Participou de 395 missões de combate e foi creditado com 84 vitórias aéreas.

## Carreira
Em 1 de dezembro de 1941, Ewald se ofereceu para o serviço militar. Após seu treinamento de piloto, que incluiu treinamento de voo com o Fliegerausbildungsregiment 23 em Kaufbeuren, ele foi colocado, no outono de 1943, no 6./JG 52 na Frente Oriental e logo se tornou um dos melhores jovens pilotos de seu grupo. Ele acompanhou Gerhard Barkhorn (301 vitórias), em mais de 100 missões como ala. Em sua quarta surtida, e em seu primeiro encontro com o inimigo, ele abateu seu primeiro oponente em 11 de dezembro de 1943. Ele recebeu a Cruz de Ferro de 2.ª classe, em 8 de janeiro de 1944; a Primeira Classe da Cruz de Ferro em 7 de março. Ele foi promovido a Leutnant em 1 de maio, e ele recebeu o Troféu de Honra da Luftwaffe em 25 de maio.
Em 24 de junho de 1944, ele foi abatido e ferido na Romênia, mas salvo pelo paraquedas. Em outubro, ele voltou à frente na Hungria, onde recebeu a Cruz Germânica em Ouro no dia 30 de novembro. Em 1 de março de 1945, ele foi abatido por seus próprios canhões antiaéreos. Felizmente, ele foi resgatado ileso. Em 3 de abril, seu motor foi atingido enquanto realizava ataques de baixo nível contra posições russas. Ele fez uma aterrissagem forçada entre as linhas. Ele alcançou sua última vitória (um Yak-9), em 16 de abril. Quatro dias depois, ele foi condecorado com a Cruz de Cavaleiro da Cruz de Ferro.
Heinz Ewald alcançou 84 vitórias em 395 missões de combate, 82 (mais 15 não confirmadas), na Frente Oriental, incluindo 14 Il-2 Sturmoviks. Ele foi mantido como um prisioneiro de guerra em Fürstenfeldbruck Lager de 8 de maio a 22 de junho de 1945.

## Sumário da carreira

### Condecorações
- Cruz de Ferro (1939)
  - 2ª classe (8 de janeiro de 1944)
  - 1ª classe (7 de março de 1944)
- Distintivo de Voo do Fronte da Luftwaffe em Ouro (22 de março de 1944)
- Troféu de Honra da Luftwaffe (25 de maio de 1944)
- Distintivo de Ferido em Preto (1 de agosto de 1944)
- Cruz Germânica em Ouro (30 de novembro de 1944) como Leutnant no II./JG 52[1]
- Cruz de Cavaleiro da Cruz de Ferro (20 de abril de 1945) como Leutnant e piloto no 5./JG 52[2][3]

### Promoções
- 1 de dezembro de 1941 – Gefreiter (soldado)
- 1 de junho de 1943 – Unteroffizier-Anwärter
- 1 de dezembro de 1943 – Unteroffizier (cabo)
- 1 de maio de 1944 – Leutnant (segundo-tenente)